# West Rasen
West Rasen – wieś i civil parish w Anglii, w Lincolnshire, w dystrykcie West Lindsey. W 2001 civil parish liczyła 68 mieszkańców. West Rasen jest wspomniana w Domesday Book (1086) jako Rase.